# Закон Базальи

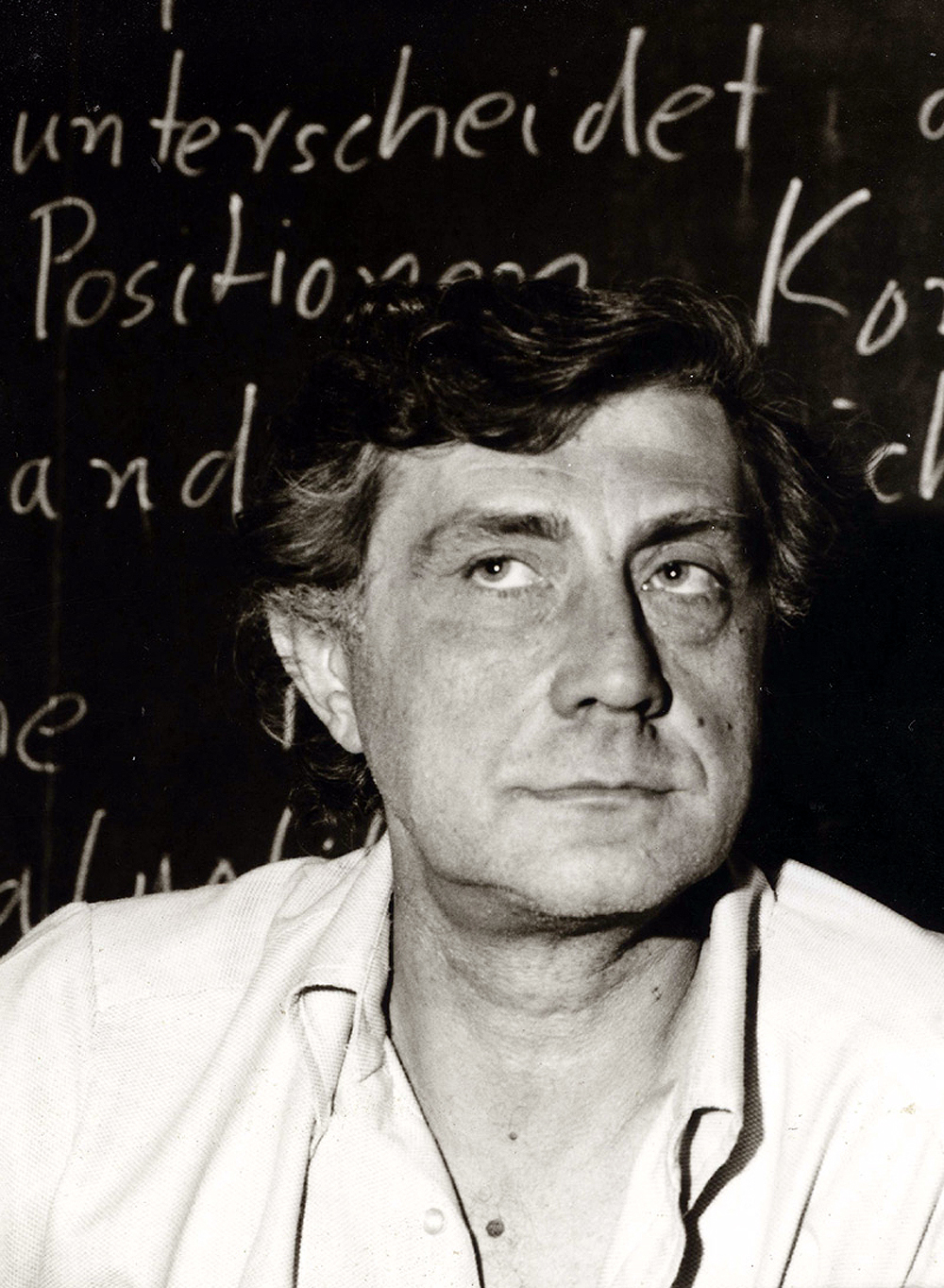
Франко Базалья (1924—1980), разработчик и инициатор Закона 180

Закон Базальи (Закон 180) (итал. Legge Basaglia, Legge 180) — закон о психиатрической помощи и реформе психиатрии, лежащий в основе законодательства Италии в области психиатрии. Разработан итальянским психиатром Франко Базальей и пролоббирован по его инициативе.
Закон был принят 13 мая 1978 года и ознаменовал широкомасштабную реформу психиатрической системы в Италии. Он содержал указания о закрытии всех психиатрических больниц и привёл к их замене целым рядом общественных служб, включая службы по оказанию помощи острым стационарным больным. Полная ликвидация системы государственных психиатрических больниц в Италии относится к 1998 году, когда была завершена реализация закона о психиатрической реформе.
Закон 180 выдержал несколько попыток внести в него поправки и остаётся основой итальянской системы психиатрической помощи.
Закон оказал влияние на весь мир, в результате которого итальянская модель широко заимствовалась другими странами. В частности, 6 апреля 2001 года в Бразилии приняли закон о психиатрической помощи № 10216. Данный закон был разработан по образцу Закона Базальи и направлен на деинституционализацию психиатрии в Бразилии.

## Предыстория появления закона и его принятие
В середине XX века система психиатрической помощи в Италии опиралась на законодательство 1904 года, имевшее свою специфику, малохарактерную для психиатрии ряда других европейских стран: исходя из этого закона психиатрическая больница по сути имела юридический, а не медицинский статус и была предназначена прежде всего для поддержания общественной безопасности, ограждения общества от неугодных и опасных элементов. Закон 1904 года возлагал на психиатрические больницы две функции: опекунско-репрессивную (защита общества от безумцев) и гуманитарно-санитарную (реализация опеки и лечения лиц с психическими расстройствами), причём первая функция была преобладающей:67.
Психиатрические больницы находились в ведении Министерства внутренних дел и подчинялись полиции. Психическое заболевание рассматривалось исключительно в аспекте опасности для общества, многообразия форм психических болезней и их градаций закон не учитывал. Согласно закону, госпитализация обязательно требовала судебного расследования и судебного сопровождения лечения, подобного тому, что предписывалось при лечении преступников, и влекла за собой утрату гражданских свобод — недееспособность пациента. Предписывавшаяся законом структура лечения и содержания пациентов в психиатрических больницах напоминала тюремную:67—68.
Согласно одному из пунктов закона, директор психиатрической больницы лично нёс уголовную ответственность за своих пациентов — в частности, отвечал перед законом за их возможные социально опасные действия после выписки. По этой причине пациентов выписывали нехотя, и психиатрические больницы превращались по сути в тюрьмы с длительными или пожизненными сроками:68. Врачу не составляло труда заявить, что человек проблемен или опасен, после чего его могли удерживать против воли в течение тридцати суток в наблюдательной палате. Если по истечении этого срока пациент продолжал признавался нездоровым, его переводили в палату для хронически больных, где он мог провести остаток жизни. Покинуть больницу пациент мог исключительно по решению суда. Если его выпускали, он не мог работать в государственных учреждениях, а его имя включалось в специальный полицейский список.
Условия содержания в середине XX века во многих психиатрических лечебницах Италии оставляли желать лучшего, а персонал подбирался большей частью из недостаточно подготовленных медиков, не сумевших найти для себя лучшую работу:14. Как отметил профессор Шеффилдского университета, специалист по истории психиатрии С. С. Джохл, состояние психиатрии в то время было, по современным стандартам, отвратительным. Психически больные содержались вместе с инвалидами в крупных лечебницах. Число стационарных больных в этих учреждениях выросло с 32 000 в 1904 году до 150 000 в 1965 году.
В 1950-е годы под влиянием изменений, происходивших в психиатрии Великобритании и США, в Италии также начинают ощущать необходимость реформ. В 1951 и 1953 годах в итальянский парламент поступали предложения о пересмотре закона 1904 года, которые, однако, не встретили поддержки, и их рассмотрение откладывалось. В 1964 году была организована Национальная конференция психиатров «Суд над психиатрической лечебницей», в ходе работы которой указывалось на необходимость изменений психиатрической системы, предлагались различные пути её реформирования; особое внимание при этом уделялось, в частности, территориальной модели организации психиатрической службы:69.
Новый итальянский закон был создан после длительных предварительных опытов проведения деинституционализации, имевших место в нескольких городах (включая Горицию, Ареццо, Триест, Перуджу, Феррару) в период с 1961 по 1978 год. Данные попытки смогли продемонстрировать, что устаревшую, сопряжённую с изоляцией помощь в психиатрических больницах можно заменить альтернативной общественной медико-социальной помощью. Была доказана эффективность новой системы помощи с точки зрения заложенной в ней возможности осуществить постепенное и бесповоротное закрытие психиатрических больниц с параллельным созданием новых служб, которые соответственно могут быть названы «альтернативными», а не «дополняющими» психиатрические больницы.
Проводя работу по постепенному закрытию различных государственных психиатрических больниц в Ареццо, Парме и Реджо-нель-Эмилии, Базалья и его группа содействовали созданию союза «Psychiatria Democratica» («Демократичная психиатрия»). Задачи союза состояли (и до сих пор состоят) в том, чтобы объединить предпринимаемые во всех сферах общественной жизни усилия и действия специалистов, направленные на закрытие психиатрических учреждений и восстановление прав их пациентов.
Важным фактором, предшествовавшим разработке нового закона о психиатрической помощи, явилось наличие в 1960-е годы широко действующих по всей стране реформаторских движений, в которых участвовали студенты университетов, рабочий класс, профсоюзы, левые и радикальные силы. Эта уникальная общественная ситуация привела к принятию передовых проектов законов, включавших законы о разводе, аборте, правах рабочих и, наконец, Закон 180.
Рядовому населению и журналистам оказалось трудно понять и принять процесс деинституционализации психиатрии; в связи с этим возникла потребность заручиться общественной поддержкой, что было достигнуто с помощью привлечения внимания политиков, придерживавшихся преимущественно левых взглядов. Дискуссии — главным образом со специалистами и профсоюзами — оказались бурными, горячими и трудными. В конечном счёте освобождение пациентов психиатрических больниц стало официальной позицией Итальянской коммунистической партии, в те годы (в начале 70-х годов XX века) вновь набиравшей политическую и экономическую силу. Неоднозначное отношение профсоюзов к реформе в психиатрии сглаживалось благодаря позиции основных левых партий, в своих высказываниях проводивших параллели между реформой в психиатрии и санитарными условиями, с которыми ежедневно сталкивались рабочие на заводах и за их пределами.
С 1973 года вопрос о психиатрической реформе неоднократно обсуждался в парламенте, но дальше обсуждения дело так и не шло. В начале 1977 года Радикальная партия, широко известная своей борьбой за права человека, стала собирать подписи за проведение национального референдума по отмене ряда статей закона 1904 года о психиатрической помощи. В июне того же года в парламент были представлены свыше 700 тысяч подписей (для референдума достаточно было 500 тысяч). Так как проведение референдума, которое могло обусловить риск нарастания недовольства в адрес правящей партии, было крайне невыгодно правительству, правительство спешно начало готовить проект нового закона. В течение 1977 года большинство партий внесли в парламент свои предложения по реформированию итальянской службы здравоохранения:248.
Проект нового закона о психиатрической помощи был внесен в парламент в апреле 1978 года и 13 мая принят при минимальном обсуждении и без разногласий; его принятие поддержали все парламентские партии. 31 декабря того же года этот закон с незначительными изменениями включили в Закон № 833 (в качестве статей 33, 34, 35, 64), регламентирующий реформу службы здравоохранения и принципы работы Национальной службы здравоохранения:248, установивший районы охвата обслуживанием для всех служб здравоохранения и единую систему бюджетных ассигнований, которая предотвращала недостаточное финансирование психиатрических служб, по сей день остающихся частью национальной системы здравоохранения.

## Принципы и положения закона
В основе Закона 180 лежат три важных принципа:
1. В Законе, первая статья которого озаглавлена «Добровольное и недобровольное лечение», рассматриваются не дефиниции и классификации заболеваний, а формы лечения и основания для него.
2. Особое внимание в Законе уделяется правам пациентов, гарантии которых уже предоставлены в Конституции Италии (статьи 13 и 32), но в особенности — таким аспектам, как личная свобода и право на лечение. Закон разъясняет условия, при которых может проводиться принудительное лечение лиц, страдающих психическими заболеваниями, и это единственная категория людей, в отношении которой предусмотрено принудительное лечение. Вместе с акцентом на лечении здесь появляется также важное различие — различие между принудительным лечением в Италии и недобровольной госпитализацией, например, в Англии и Уэльсе. В Италии этический и юридический акцент делается на лечении в обществе при поддержке местных общественных центров психиатрической помощи.
3. Акцент сдвигается с поведения лица, страдающего психическим заболеванием, к значению оказания соответствующей помощи. Прежний Закон, принятый в 1904 году, санкционировал недобровольную госпитализацию лиц в психиатрические больницы на основании их опасности, устанавливаемой врачом или постановлением суда. В Законе 180 данное понятие социальной опасности исключено[9].

Важнейшие положения Закона 180 заключались в следующем:
1. Место оказания психиатрической помощи надлежало перенести из психиатрических больниц в общественные центры психиатрической помощи, впервые организованные по принципу деления на округа или районы, чтобы обеспечить связи и интеграцию со службами и общественными ресурсами.
2. Не должен был разрешаться приём новых пациентов в действующие психиатрические больницы. Также запрещалось строительство новых психиатрических больниц.
3. В больницах общего профиля следовало открыть психиатрические отделения с ограниченным количеством коек (не более 16). С учётом того, что такие отделения надлежало открыть в 320 больницах, количество койко-мест планировалось приблизительно равным 1 на 10 000 жителей[21].
4. Недобровольные госпитализации должны представлять собой исключительную меру вмешательства, применяемую лишь в случаях, когда амбулаторное лечение отвергается пациентом и когда в то же время невозможен доступ к соответствующим общественным службам.

Недобровольная госпитализация запрещена, пока не нарушен никакой закон; срок пребывания в психиатрических отделениях при обычных многопрофильных больницах не превышает двух недель, по истечении которых психиатрическое лечение проводится в обществе.
Принудительное лечение, согласно закону, может проводиться в исключительных случаях, «когда психическое состояние человека требует безотлагательного лечения, от которого человек отказывается». И даже в этих случаях человеку гарантируются все гражданские и политические права, при этом следует постараться обеспечить как можно более активное участие самого пациента в процессе лечения. В ситуации неоправданной госпитализации суд или мэр имеют право прервать лечение и госпитализацию. Госпитализация должна длиться не более семи дней, в случае необходимости более длительного лечения должен направляться запрос в суд и мэрию для разрешения. Закон обеспечивает право любого человека на обращение к мэру с просьбой о прекращении госпитализации и лечения или изменения условий, в которых они проводятся:250.
По оценке самого Базальи, в связи с принятием Закона 180 изменились приоритеты: если закон 1904 года проводил чёткую границу между гражданином, наряду с другими правами имеющим право получать защиту от общества, и больным, представляющим для общества угрозу, то новый закон даровал больному статус гражданина и вместе с ним — право на помощь, защиту и лечение:250—251.

## Реализация закона
Закон носил рекомендательный характер и настаивал лишь на постепенном отказе от психиатрических больниц, не предполагая одномоментного их упразднения, и постепенном переходе к сети центров психиатрической помощи. Поэтому в разных провинциях Италии реформирование проходило по-разному и в разные сроки:253; темпы внедрения Закона по стране различались также по той причине, что в каждом регионе имелась собственная местная политическая система управления, оказывавшая влияние на местную политику в здравоохранении и общественной жизни. Результатом этого было (и до сих пор остаётся) наличие стандартов различных по качеству услуг, предоставляемых пациентам в зависимости от того, где они проживают.
Процесс внедрения Закона усложнялся необходимостью предпринимать шаги одновременно в двух направлениях: с одной стороны, к постепенному закрытию психиатрических больниц и открытию психиатрических отделений в больницах общего профиля, а с другой — к созданию новых общественных центров психиатрической помощи. Ситуация в некоторых регионах была парадоксальной: открытие новых психиатрических отделений в больницах общего профиля не сопровождалось созданием новых служб в обществе в связи с недостатком политической воли. Как утверждается в British Medical Journal, в результате реализации Закона Базальи были закрыты большинство психиатрических лечебниц, где содержалось около 60 000 человек, но в то же время недостаточно средств выделялось на их лечение в местных сообществах. По словам автора статьи в British Medical Journal, часто пациентов просто выгоняли на улицу, где они пополняли ряды бродяг, либо отправляли в семьи, не желавшие принимать их. Между тем, согласно данным Центрального института статистики Италии, за время с 1978 по 1983 год количество коек в психиатрических больницах ежегодно уменьшалось в среднем на 4140 единиц, что соответствовало общеевропейским тенденциям. Показатели Национального исследовательского совета Италии свидетельствуют о сокращении количества недобровольно госпитализированных пациентов в период с 1977 по 1979 год на 58,9 % и о возрастании числа проходивших добровольное лечение на 32 %:254—255.
В действительности существует крайне мало конкретных данных о судьбе пациентов, освобождённых из психиатрических больниц. В частности, по официальной статистике известно, что в провинции Венето 60 % из них проживали в семье, 74 % работали или получали пенсию, 54 % получали областное социальное обеспечение, 84 % получали психотропную терапию, примерно 1 % совершили самоубийства:255. В то же время в статье, опубликованной в Psychiatric Bulletin, утверждается, что результат реформы «был предсказуем: воцарился хаос» и что итальянская психиатрическая реформа привела к всплеску самоубийств и смертей от голода, возникновению нового класса бродяг: abandonati.
За период с 1979 по 1997 год количество коек в психиатрических стационарах снизилось на 62,5%: с 85 741 до 32 126. Приблизительно настолько же выросло количество пациентов, поступавших в психиатрические отделения больниц общемедицинского профиля: в 1979 году свыше 87 000 пациентов, в 1997 году свыше 137 000.
Статистика преступности среди лиц с психическими расстройствами не продемонстрировала прироста: с 1976 по 1978 год число пациентов в судебных психиатрических больницах увеличилось только на 3,5 %, а с 1980 по 1985 год снизилось на 5,6 % при общем увеличении заключённых на 32 %:255.
Закрытие психиатрических больниц привело к необходимости реабилитации, или, иными словами, деинституционализации, штата (как младшего и среднего персонала, так и врачей со степенями докторов медицины) психиатрических больниц, который весьма неохотно принимал изменения, связанные с работой в общественных центрах психиатрической помощи. По данным причинам общественные центры психиатрической помощи открывались с большой задержкой, особенно на юге Италии, в связи с тем, что процесс закрытия больниц шёл медленным темпом.
В то время как на севере Италии закон был принят достаточно активно, на юге он либо не выполнялся, либо психиатрические службы вообще функционировали в противоречии с ним. В 1978—1979 годах, по статистике Национального исследовательского совета, в Италии насчитывалось 564 территориальных центра психиатрической помощи, из них только 80 находились в южных провинциях. Те города, в которых ещё до принятия закона развивалось движение за деинституционализацию (Ареццо, Феррара, Перуджа), осуществили реформу наиболее мягко и успешно:254.
Так, в Триесте, где реформа проводилась ещё с начала 1970-х годов:217, в 1974 году начали открываться территориальные центры психиатрической помощи:242. Центры функционировали в контакте с диагностико-терапевтическим психиатрическим отделением, открытым после принятия Закона 180 в больнице общего профиля. В апреле 1980 года резолюцией местной администрации было официально признано и санкционировано прекращение функционирования психиатрической больницы. Находившаяся в центрах психиатрической помощи группа врачей, психологов, социальных работников и медсестёр при сотрудничестве с другими общественными службами вела интенсивную работу по амбулаторному и домашнему обслуживанию людей с психическими проблемами и их семей. Днём центры психиатрической помощи были открыты с 8 часов утра до 8 часов вечера, и любой человек мог войти туда, не выполняя никаких бюрократических процедур или требований. Ночью центры обеспечивали приём ночных посетителей и обслуживались двумя медсёстрами. Предусматривалась также работа по социальной поддержке, реабилитации и интеграции в общество.
Хотя закон был направлен в том числе на преодоление стигматизации лиц с психическими расстройствами и выработку более терпимого отношения к ним со стороны общества и хотя в некоторых провинциях была проведена обширная подготовительная работа, предубеждение против лиц с психическими расстройствами сохранялось. В частности, в больницах общесоматического профиля, куда теперь могли госпитализироваться пациенты с психическими расстройствами, персонал лабораторий отказывался проводить им анализы и держать их кровь вместе с кровью обычных больных:253.
В отсутствие адекватной замены около 40 психиатрических клиник оставались открытыми, наиболее известная из них — госпиталь в Сиракузах на Сицилии, где 10 медсестёр ухаживали за более чем 300 психически больными. Как отмечает европейский корреспондент British Medical Journal, условия в этом госпитале посетители сравнивали с концлагерем.
Полная ликвидация системы государственных психиатрических больниц в Италии относится к 1998 году, когда была завершена реализация закона о психиатрической реформе.

## Последующие попытки изменить закон
После принятия Закона 180 начался продолжительный период истории итальянской психиатрии (с 1978 по 1994 год), известный как «борьба 180». 
В 1993 году был внесён законопроект, позволяющий психиатрам прибегать к недобровольной госпитализации и даже обращаться при этом за помощью к полиции. «Этот новый закон раз и навсегда предотвратит трагические случаи с пациентами, неспособными осознать тяжесть своего заболевания», — сказал представитель министерства здравоохранения в парламенте.
В 2001 году вновь началась дискуссия о пересмотре законодательства в области психиатрии и Закона 180, который является его основой. В Комиссию по здравоохранению Палаты депутатов были представлены три проекта закона: проект закона 174 депутата Бурани-Прокаччини, проект закона 152 депутата Че, проект закона 844 депутата Ченто. В этих трёх законопроектах, отличавшихся, однако, нюансами, основой итальянской системы психиатрической помощи вновь предлагалось сделать психиатрические больницы, превратив в них, согласно высказанным предложениям, сеть внебольничных структур, где лица, находящиеся на принудительном лечении, содержались бы длительный срок.
В 2006 году различные группы (психиатры, законодатели, общества, объединяющие семьи и прочие) искали способы восстановления прежней системы, предлагая новый закон о психиатрической помощи, направленный на изменение основополагающих принципов Закона Базальи. По этой причине в 2006 году страна стояла перед выбором в данной области: в то время как Парламент рассматривал возможность возвращения к традиционной психиатрии, большинство итальянских психиатров окончательно приняли нововведения Закона 180.

## Оценки
Отзывы о Законе 180 отличались многочисленностью и разнообразием. Как указывают Делль’Аква[уточнить] и другие, он вызвал определённые разногласия:
Нам кажется, что в Италии подобное применение [закона] привлекло внимание исключительно (и совершенно неоднозначным и необычным образом) к гарантии личной свободы (невмешательству) с одной стороны, а с другой стороны — к принудительному лечению (Делль’Аква).
Американский психиатр Лорен Мошер называл итальянский закон о психиатрической помощи революционным и высказывал мнение, что можно извлечь полезные уроки из принципа постепенности, заложенного в моделях, использованных при разработке закона, и из базового принципа национального медицинского страхования, который обеспечил его выполнение.
В 1993 году Бруно Норчо отметил, что Закон 180 1978 года был и до сих пор является важным законом. Как указал Б. Норчо, Закон 180 впервые установил, что психически больных людей нужно лечить, а не изолировать, что психиатрические больницы должны прекратить существовать как места изоляции и что психически больные люди должны получить гражданские права и интегрироваться в жизнь общества.
В отчёте, подготовленном по итогам Европейской конференции Всемирной организации здравоохранения (январь 2005), отмечалось, что после принятия Закона 180 у пациентов появились более широкие возможности принимать непосредственное участие в жизни общества.
По оценке Катерины Корбашо-Фокс, высказанной в 2006 году, плоды работы Базальи, первоначально рассматривавшиеся как техническое нововведение в медицине, были результатом анализа репрессивной роли психиатрии в обществе. Данный анализ поднял некоторые политические и социальные вопросы, оказавшие глубокое влияние на медицину. Точкой пересечения, в которой сошлись медицинские, социальные и политические вопросы, несомненно, явился Закон 180. Следовательно, он может рассматриваться как отправная точка для создания почти революционного законодательства (по крайней мере, для страны), то есть нового Закона о национальном здравоохранении, вступившего в действие в том же году и оказавшего продолжительное влияние на итальянское общество в целом.
Как отмечали в 2008 году Барбуи и Танселла, после 30 лет его применения Закон 180 всё ещё является уникальным в международном сценарии, учитывая, что Италия остаётся единственной в мире страной, где традиционные психиатрические больницы находятся вне закона.
В 2009 году в своей книге «Врачевание души» британский клинический психолог Ричард Бенталл отметил, что, когда в 1978 году инакомыслящий психиатр Франко Базалья убедил итальянское правительство принять Закон 180, запретивший новые госпитализации в крупные психиатрические больницы, результаты оказались спорными: в последующие десять лет многие итальянские врачи жаловались на то, что местами скопления тяжело психически больных стали тюрьмы, и на то, что они оказывались «в состоянии психиатрическо-терапевтической беспомощности, когда перед ними представал неуправляемый шизофреник с параноидным синдромом, возбуждённо-назойливый больной с маниакальным или кататоническим синдромом»:101:74. Повсюду за их жалобы хватались психиатры, жаждущие продемонстрировать бессмысленность отказа от традиционных методов:74. Однако эффективно функционирующая сеть менее крупных общественных клиник психиатрической помощи постепенно развилась и заменила собой прежнюю систему:74.
Как было отмечено в 2009 году П. Фузаром-Поли с соавторами, благодаря закону Базальи итальянская психиатрия больше не оттеснялась на периферию медицины и начала интегрироваться в общие службы здравоохранения.
По утверждению Майкла Доннелли, «Италия… дала радикальное движение психического здоровья, беспрецедентной мощи и масштаба»; это движение стало очень успешным «в законном упразднении психиатрической больницы, запустив тем самым самый радикальный до настоящего времени эксперимент по „деинституционализации“ психического заболевания»:256.
Джованна Руссо и Франческо Карели пишут, что в 1978 году реформа Базальи, вероятно, не могла быть осуществлена полностью, поскольку общество было не подготовлено к такой новаторской и авангардной концепции психиатрии, однако тридцать лет спустя стало более очевидно, что эта реформа отражает концепцию современного здравоохранения и современной социальной помощи пациентам с психическими заболеваниями. Итальянский пример, как указывают Дж. Руссо и Ф. Карели, проложил путь деинституционализации психически больных и создал образцы моделей новаторских и эффективных служб. Тем не менее из-за организационных и политических препятствий комплексная общественная психиатрическая служба по оказанию первой помощи была создана не везде.
Бенедетто Сарачено и Джанни Тоньони отмечают, что неоднозначность результатов психиатрической реформы связана с рассогласованием Закона 180, самой реформы и движения за упразднение психиатрической больницы. На их взгляд, это движение, Закон № 180 и итальянская психиатрическая реформа представляют собой радикально отличные феномены, в которых были задействованы различные участники: движение за ликвидацию психиатрических больниц было начато институциональным меньшинством по отношению к институализированному академическому большинству психиатров; в результате разработки закона проблема вошла в пространство официальной формализованной политики, борьбы политических партий и стратегий; затем, после принятия закона, бразды правления во время реализации реформы были отданы не психиатрам-практикам и психиатрам-исследователям, а психиатрам-администраторам, мало знакомым с реальной ситуацией и реальными проблемами. Именно поэтому эффект оказался отличным от ожидаемого:255.
Российский исследователь движения антипсихиатрии Ольга Власова называет Базалью «своеобразным Пинелем XX в.», подчёркивая, тем не менее, что проблемы, возникшие вследствие психиатрической реформы, были неизбежны, и ссылаясь при этом на мнение Базальи, согласно которому психически больной человек воплощает собой противоречия общества. Психиатрическая реформа мыслилась Базальей не только как возвращение человека с психическим расстройством в общество, его реинтеграция в социум, но и как возвращение обществу его же проблем, от ответственности за которые ранее оно успешно избавлялось; поэтому в ходе реформы проблемы не могли не проявиться:252, 253.

### Критика
С момента принятия Закона 180 в 1978 году итальянское законодательство о психиатрической помощи вызвало бурную дискуссию, в ходе которой оценивались его положительные стороны и критиковались отрицательные, а также обсуждались социально-политические аспекты. Но в международной дискуссии никогда не поднимался вопрос о том, что было сделано в рамках Закона 180 для того, чтобы облегчить участь психически больных людей, которые совершают преступления. Итальянский опыт демонстрирует, каким образом в случае, когда нельзя предложить никаких подходящих решений, можно обойти трудные вопросы. Итальянское законодательство делит психиатрическую помощь на два вида: в качестве кредита доверия оно предоставляет законопослушным лицам, страдающим психическими расстройствами, право отказаться от лечения и делает невозможными все дальнейшие госпитализации таких психически больных пациентов; в то же самое время оно позволяет помещать психически больных людей, нарушающих закон, в специализированные учреждения по приговору к тюремному заключению с нефиксированным сроком, в результате чего они лишаются всех гражданских прав.
В 1985 году, когда реформы Базальи были ещё не завершены, их подверг критике в своём письме «О текущем состоянии психиатрии в Северной Италии» в «Бюллетене Королевского колледжа психиатров» Джон Смитис, посвятивший два месяца поездкам по центрам психиатрической помощи Триеста, Венеции, Флоренции, Милана и других городов Северной Италии:177. Отмечая, что никто не хотел бы вернуться в удручающее прошлое, когда психиатрические больницы были практически неотличимы от тюрем, Смитис утверждал, что, тем не менее, хронические психически больные заслуживают лучшей доли, чем та, которая предоставлена им сейчас и обусловлена сокращением бюджета наряду с длительным влиянием старомодных социологических догм 60-х годов XX века. По мнению Смитиса, психически больных в некоторых отношениях лечили лучше в Соединённых Штатах и Англии 70-х годов XIX века после реформ, проведённых Тьюком и Доротеей Дикс, чем их начали лечить в Италии в 80-х годах XX века. Смитис пришёл к выводу, что сторонники «Демократичной психиатрии» распространяли пропаганду, которая имела слабое отношение к тому, как люди с психическими расстройствами живут в Италии.
Как отмечал в 1985 году Р. Папеши, Базалья утверждал, что причины психического расстройства по сути своей являются социальными и что единственно правильные методы лечения — это политическая борьба и восстановление агрессивности пациента, для которого не может являться лечебным никакое учреждение, поскольку цель этого учреждения заключается в осуществлении надзора и насильственном причинении вреда:247. Развёрнутую Базальей «либеральную» защиту человека от общества Папеши анализировал с точки зрения негативного влияния, которое итальянский Закон 180 1978 года оказал на лечение хронических психически больных:247. Папеши писал, что Закон «забыл» о таких пациентах, и предлагал пересмотреть Закон 180, в результате чего он, как утверждал Папеши, «сделал бы возможным создание учреждений, альтернативных устаревшим психиатрическим больницам, но в то же самое время допустил бы преобразование прежних структур»:247.
Закон 180 встретил резкое неприятие у большинства представителей академической психиатрии и психологии. Они наставали на том, что уход за психически больными должен осуществляться только в клиниках или больницах, игнорируя таким образом все положительные результаты, полученные в экспериментах Базальи и его сторонников.
Кроме того, всеобщее внедрение принципов, приведших к появлению Закона 180, потребовало радикального изменения клинического подхода к психически больным, которое ещё не было полностью принято ведущими психиатрами, особенно в медицинских университетах, по сей день остающихся в значительной степени ориентированными на биологические и соматические подходы. По традиции университеты не принимали участия в оказании услуг всем категориям психически больных, но всегда функционировали как «частные клиники», осуществляющие отбор пациентов для госпитализации. За некоторыми исключениями, это привело к тому, что академическая психиатрия остаётся оторванной от психиатрии, осуществляющей помощь внутри общества, от намеченных нововведений Закона 180, положившего начало реформе, и от существующих региональных программ. К тому же академическая психиатрия остаётся в культурном плане не связанной с реальными жизненными проблемами людей, которым она должна уделять внимание. Конечно, сегодня, спустя более двадцати лет после принятия Закона 180, профессиональная подготовка нового поколения психиатров, среднего и младшего медперсонала всё ещё является несовершенной, обнаруживая недостаток особого антигоспитального опыта, приобретаемого путём непосредственного участия в закрытии психиатрических больниц.
Эта сложная изменяющаяся ситуация вызвала критику Закона не только со стороны работников психиатрической службы, не желающих менять свои методы работы, но и со стороны обществ, объединяющих семьи пациентов и обеспокоенных судьбой своих родственников в отсутствие психиатрических больниц, а в некоторых случаях — в первые годы действия Закона — недостатком надлежащих заслуживающих доверия социальных программ.
Последнее сокращение бюджетного финансирования государственного здравоохранения, продиктованное изменением политических и экономических приоритетов, способствовало переходу к мерам, направленным на решение краткосрочных задач, таким как сокращение расходов на персонал и дотаций на пациентов, приводящим в краткосрочной перспективе, вероятно, к непосредственным положительным результатам, но в среднесрочной и долгосрочной — к пагубным:73. В среднесрочной и долгосрочной перспективе эти изменения привели к необходимости внедрения жилищных программ, поскольку в отсутствие соответствующей помощи и финансовой поддержки пациенты с тяжёлой степенью инвалидности уже неспособны самостоятельно существовать в обществе. Как следствие, в государственном финансировании приоритет сместился с муниципальных общественных служб на жилищные программы, в основе которых лежат частные и финансовые интересы. По данным причинам тем более важно продемонстрировать эффективность оказываемой внутри общества медицинской помощи, чтобы иметь возможность влиять на выделение финансирования.
В 1983 году Витторио Олчезе, бывший в то время членом правительства и действующим политиком, который вначале голосовал за новый Закон, но затем стал одним из его наиболее красноречивых критиков, сказал в одном интервью ежедневной газете, что реальная проблема состоит в том, что новый Закон, явившийся воплощением политических настроений, направлен на то, чтобы отменить существование психического заболевания.
30 августа 1984 года журнал «New Scientist» опубликовал статью Деборы Маккензи «Закрытие дверей сумасшедших домов в итальянском стиле». В частности, в ней говорилось, что имело место резкое неприятие закона Базальи и во многих регионах Италии новые службы никогда не создавались. В прессе появлялись истории о самоубийствах доведённых до отчаяния родителей, обременённых страдающим слабоумием отпрыском, или о пациентах, просто оставленных на улице и рискующих стать жертвой преступления. В 1983 году после формирования нового правительства одним из первых обещаний премьер-министра Беттино Кракси стало «вновь открыть психиатрические лечебницы». Многие эксперименты удались в обеспеченных северных провинциях, а в более бедных южных провинциях, где было мало общественных служб здравоохранения, эксперимент кончился печально. Одной из причин такого положения дел, по словам некоторых психиатров, явилось то, что группа Базальи оттолкнула многих врачей, заняв жёсткую антимедицинскую позицию. Паоло Крепет, ответственный за начало реформы в Риме, назвал реакцию своих коллег «явным саботажем» с массовыми увольнениями и беспорядочным освобождением тяжелобольных пациентов. Сложившаяся в Риме ситуация с сотнями безнадзорных психически больных на улицах описывалась как «хаотическая».
В 1992 году в монографии «История шизофрении» французский психиатр профессор Ж. Гаррабе отмечал, что голосование парламента за упразднение психиатрических больниц вдохновлялось антипсихиатрическим радикализмом, а также убеждением, что путём их упразднения закон может «волшебным образом» ликвидировать психические болезни в стране.
В 2009 году Джованна Руссо и Франческо Карели отмечали, что Закон Базальи с момента его появления подвергали резкой критике, поскольку он не предусматривает различных вариантов и альтернативных методов лечения и ухода за пациентами с психическими заболеваниями в обществе.
Российский журналист Гнетий считает следствием Закона Базальи акты агрессии психически больных в отношении политических и общественных деятелей, произошедшие в Италии в 2009 году, когда итальянский премьер-министр Сильвио Берлускони получил удар статуэткой в лицо, а папа римский Бенедикт XVI во время рождественской мессы был сбит с ног паломницей, перелезшей через ограду в храме Святого Петра, чтобы обнять папу. Озабоченные данными событиями итальянские врачи и юристы высказывали мнение, что необходимы изменения в Законе Базальи. В частности, адвокат Раффаэле Риккарди отмечал, что человек, совершивший агрессивный акт и в результате признанный душевнобольным в соответствии с уголовным кодексом, нуждается не в обычной практике исправления осуждённого, а в особом подходе, который должен помочь ему вернуться в общество.